# Bhutanitis lidderdalii
Bhutanitis lidderdalii – gatunek motyla z rodziny paziowatych i podrodziny Parnassiinae. Tworzy kilka podgatunków znanych z Bhutanu, Indii, Chin, Mjanmy i Tajlandii. Umieszczony w załączniku II CITES i objęty ochroną prawną w Indiach. Jeden z podgatunków wymarły. Gąsienice żerują na kokornakach. Imagines są matowoczarne z białawymi znakami oraz szkarłatnymi i żółtymi plamami na tylnych skrzydłach.

## Taksonomia

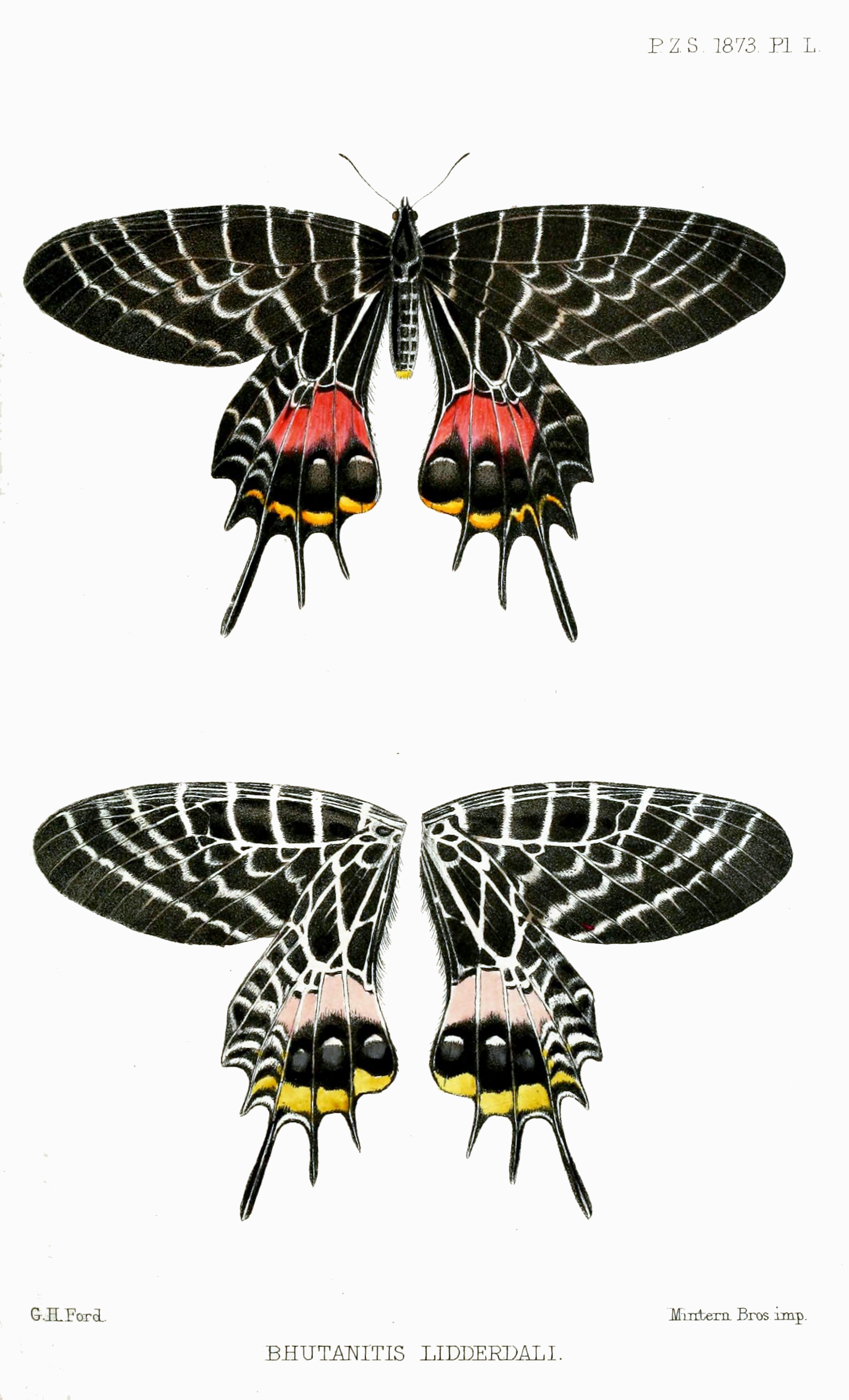
Ilustracje z oryginalnego opisu W. S. Atkinsona

Gatunek ten został opisany w 1873 przez Williama Stephena Atkinsona. Odkryty został natomiast w maju 1868 przez Robert Lidderdale'a, który obserwował ten gatunek w pobliżu bhutańskiej wsi Buxa, na wysokości około 1524 km (5 tys. stóp) n.p.m. Dwa okazy, w tym przesłany Atkinsonowi holotyp, odłowił Lidderdale w tym samym miejscu w 1872.
Później opisano inne podgatunki tego motyla z różnych lokalizacji typowych:
- B. lidderdalii spinosa Stichel, 1907 – zachodnie Chiny[3]
- † B. lidderdalii ocellatomaculata Igarashi, 1979 – Chiang Mai w północnej Tajlandii[3]
- B. lidderdalii nobucoae Morita, 1997 – północny Kaczin w Mjanmie[4]

## Opis
Motyl nie przejawia dymorfizmu płciowego w ubarwieniu. Rozpiętość skrzydeł według Evansa to od 90 do 110 mm, zaś według Binghama od 115 do 124 mm. Ciało matowoczarne z zielonkawoszarymi bokami tułowia i ochrowobiałymi liniami poprzecznymi po bokach odwłoka. Wierzch skrzydeł o tle matowoczarnym. Przednie skrzydła wydłużone. Krawędź kostalna przednich skrzydeł niemal prosta, wierzchołek szeroko zaokrąglony, a krawędź odsiebna skośna. Na wzór wierzchu skrzydeł przednich składają się ochrowobiałe, wąskie linie poprzeczne, z których część złożona jest z mniej lub więcej rozmytych zakrętów. Tylne skrzydła o łukowato wygiętej krawędzi kostalnej, półokrągło powycinanej krawędzi odsiebnej tworzącej kilka krótkich i szerokich ogonków. Na wierzchu tylnych skrzydeł obecne podobne wąskie linie oraz dodatkowa linia szeroka wzdłuż pierwszej żyłki i linia wzdłuż żyłki medialnej. Ponadto na skrzydłach tych obecna plama dyskalna o szkarłatnej części wewnętrznej i jedwabiście czarnej zewnętrznej, za którą znajdują się jaskrawożółte znaki półksiężycowate. Bardzo wąsko, barwą ochrowobiałą obrzeżone są ogony. Spód skrzydeł podobny, jednak znaki szersze, a skrzydła tylne z krótką ochrowobiałą przepaską na komórce dyskalnej i wąskimi liniami tej barwy na prekostalnej.

## Biologia i ekologia

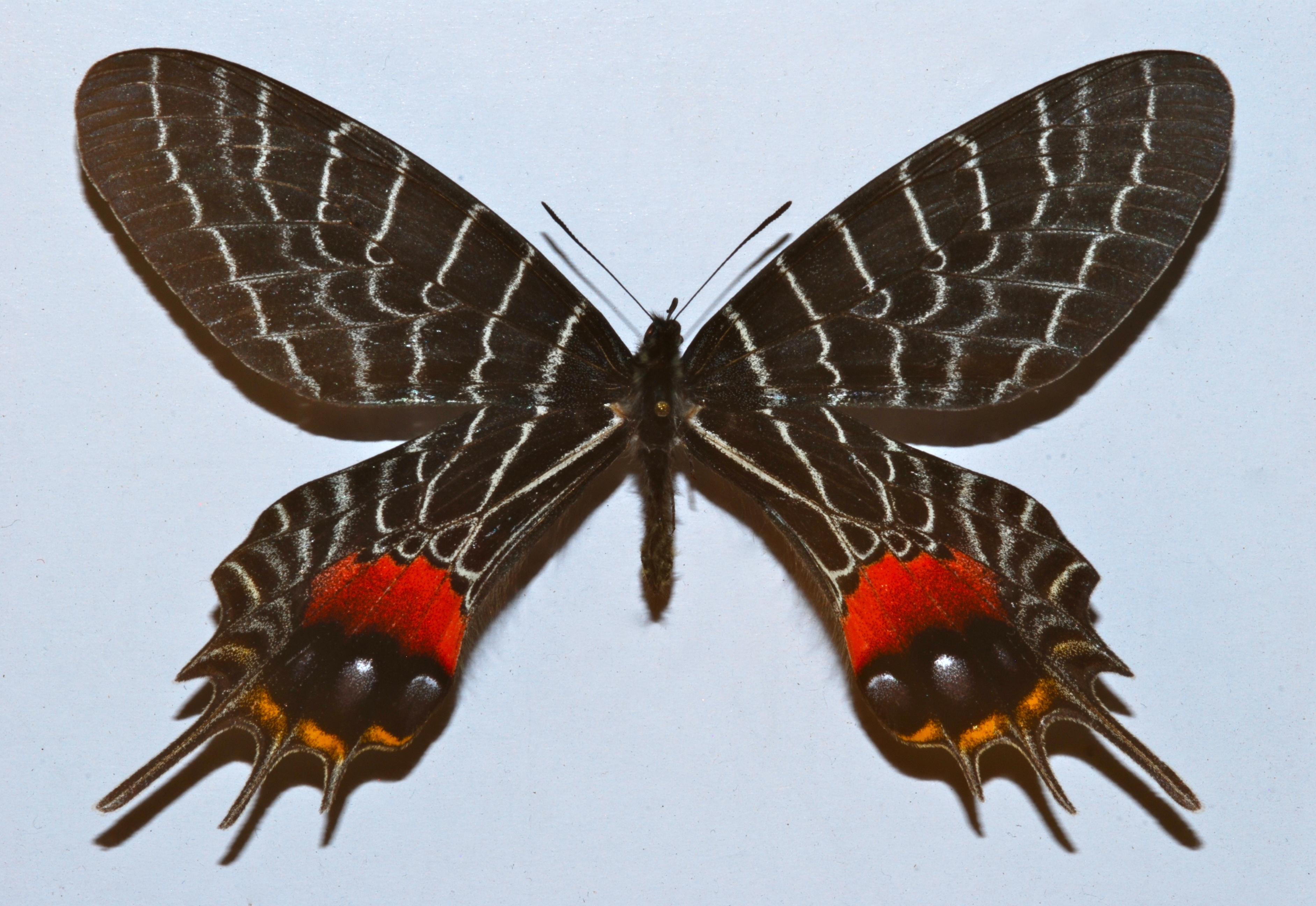
Okaz z chińskiego Junnanu

Gąsienice tego motyla żerują na kokornakach. Podawane były z A. debilis,  A. griffithii, A. kaempferii, A. mandshuriensis i A. shimadai. Przynajmniej w części zasiedlanych miejsc wydaje dwa pokolenia rocznie: w maju-czerwcu i od sierpnia do października.
Imagines latają głównie w koronach drzew, rzadko zniżając się ku gruntowi. Wskutek ubarwienia maskują się w cieniach i są od dołu słabo widoczne. Ponadto ich lot upodabnia je do martwych liści niesionych wiatrem. Odwiedzają podobne gatunki kwiatów jak inne paziowate. W czasie deszczu siadają na liściach, przykrywając skrzydła tylne przednimi, by zasłonić jaskrawe plamy na nich. W indyjskich górach Naga trzymają się zboczy, tylko okazjonalnie sfruwając ku dolinom.

## Rozprzestrzenienie
Gatunek znany z Bhutanu, gór Czin w północnej Mjanmie, gór Naga, Sikkimu i Asamu w Indiach, Junnanu w Chinach oraz Chiang Mai w północnej Tajlandii, przy czym w tej ostatniej lokalizacji jest już wymarły.

## Zagrożenia i ochrona

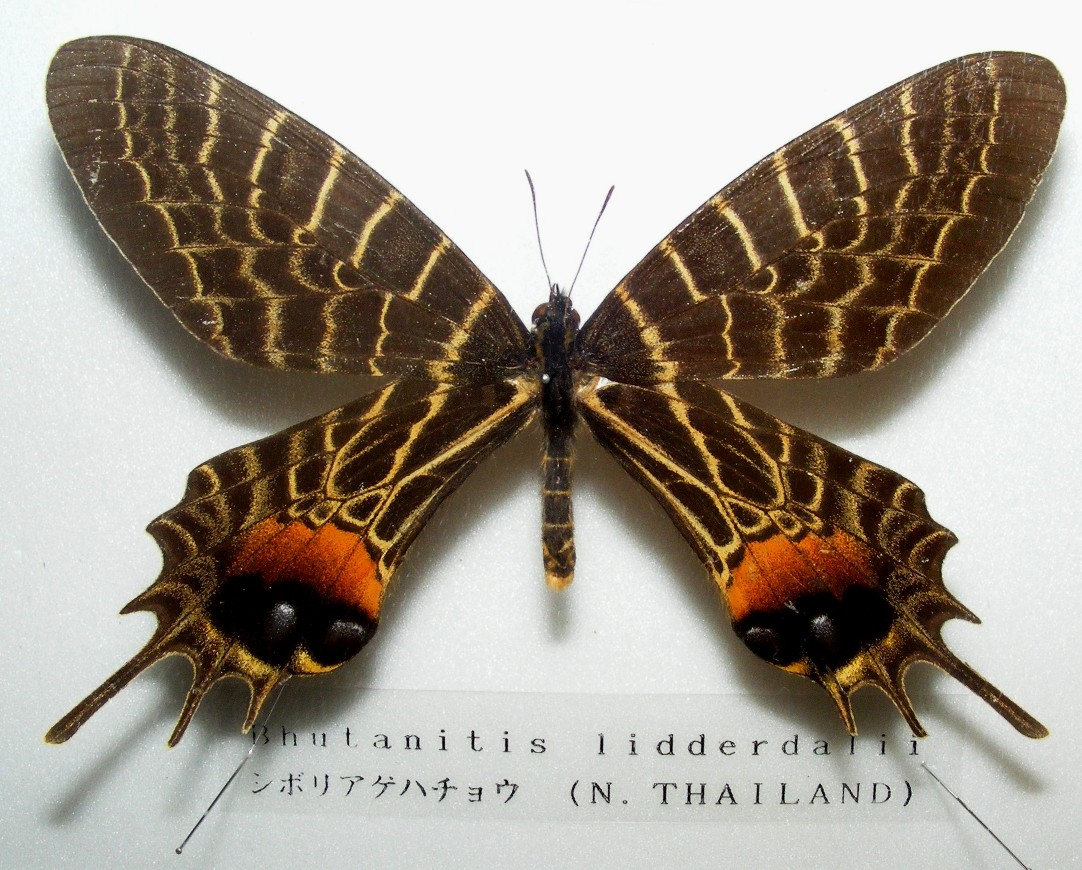
Okaz z wymarłej populacji w północnej Tajlandii

Motyl ten określany był jako „rzadki” w 1932 przez Evansa, w 1957 przez Wyntera-Blytha i w 2009 przez Kehimkara. Natomiast Collins i Morris w publikacji poświęconej zagrożonym paziowatym z 1985 stwierdzili, że z uwagi na szeroki zasięg występowania jego wyginięcie jest mało prawdopodobne, choć ocena takiego ryzyka wymaga dalszych badań. W związku z tym umieścili go w kategorii insufficiently known (niedostatecznie poznanych). Gatunek ten nie znajduje się obecnie w Czerwonej księdze gatunków zagrożonych IUCN, choć są tam umieszczone 3 inne gatunki z rodzaju Bhutanitis.
B. lidderdalii umieszczony jest w załączniku II CITES, konwencji ograniczającej międzynarodowy handel okazami. Podgatunek nominatywny jest w Indiach objęty ochroną prawną od 1972. Jako potencjalnie ważne zagrożenie regionalne wymienia się utratę środowiska wskutek nadmiernego wyrębu lasów.
Endemiczny dla okolic wzgórza Chiang Dao w Tajlandii podgatunek B. l. ocellatomaculata, stanowiący prawdopodobnie populację reliktową, uznawany jest obecnie za wymarły. Wymarcie nastąpiło prawdopodobnie w 1982 wskutek pożaru lasu, który zniszczył rośliny żywicielskie gąsienic w tym rejonie.